# Приключения в Тридесятом царстве
«Приключения в Тридесятом царстве» — российский приключенческий фильм режиссёра Валерии Ивановской.

## Сюжет
Маня и Саня отправляются в плавание, после чего попадают в сказку. Ребята находят разноцветного попугая, который неожиданно превращается в мальчика и сообщает, что на царство напали геймеры и украли оттуда волшебство, скачав его себе на флешку.

## В ролях
- Александр Власов в роли Сани
- Галина Пичугина в роли Мани
- Анна Якунина в роли Бабы-Яги
- Кирилл Продолятченко в роли мальчика-попугая
- Иван Соловьёв в роли Емели
- Станислав Дужников в роли Ильи Муромца
- Александр Астапов в роли виртуального Величества
- Олег Флеер в роли водяного Кузи
- Анастасия Бибарцева в роли Иоланты
- Виталий Максименко в роли чёрта
- Полина Максимова в роли царевны Несмеяны
- Алексей Шутов в роли Алёши Поповича
- Андрей Бронников в роли Добрыни Никитича
- Евгений Щетинин в роли Кощея Бессмертного
- Анастасия Александровна в роли геймера
- Никита Солгалов в роли Афанасия
- Владимир Епископосян в роли джинна

## Производство
Съёмки фильма стартовали в июле 2008 года на Ялте. 23 декабря 2010 года фильм был показан на международном кинофестивале «Сказка» в качестве конкурсного показа фильмов номинации «Игровое Кино», а также на кинофестивале «Улыбнись, Россия!», IV Международном кинофестивале «Зеркало» имени Андрея Тарковского, XX Международном кинофоруме «Золотой Витязь» и фестивале кино стран СНГ и Балтии «Киношок».

## Критика

### Кассовые сборы
Фильм собрал на DVD чуть больше 33 тысяч долларов.

### Рецензии
Евгений Баженов осудил фильм, отмечая что он учит детей плохому, а также что бюджет фильма был «слит» в «бездарную раковину уныния» детского кино.